# 3868 Mendoza
3868 Mendoza è un asteroide della fascia principale. Scoperto nel 1960, presenta un'orbita caratterizzata da un semiasse maggiore pari a 2,3340300 UA e da un'eccentricità di 0,0984565, inclinata di 8,10103° rispetto all'eclittica.